# Simon Nwambeben
Simon Nwambeben, né le 2 novembre 1976 à Bafia au Cameroun, est un musicien et chanteur. Il est également auteur-compositeur-interprète, scénariste et réalisateur.

## Biographie

### Enfance, éducation et débuts
Simon nait à Bafia au Cameroun. Il grandit dans un environnement familial entouré de chants, danses et rythmes traditionnels .
Il débute comme musicien au cabaret « La Terre Battue » à Yaoundé. La Compagnie Royal de Luxe lors de sa rencontre avec Jean-Luc Courcoult, metteur en scène de cette compagnie le repère.

### Direction musicale de la Compagnie Royal de Luxe
Il devient alors directeur musical de 1997 à 2002 de cette compagnie de théâtre basée à Nantes en France. ll compose et interprète la musique des spectacles « Petits contes nègres »  et « Petits contes chinois »  et accompagne la compagnie de théâtre dans ses différentes tournées (250 spectacles sur les 5 continents).
Il crée ensuite ses propres spectacles et chansons et commence son premier spectacle « folk Bitibak » dès 2003 et invente ainsi son style musical : le « Bitibak ».

### Style musical
Le Bitibak est le nom qu’il donne à sa musique, issue d'un mélange entre musique traditionnelle Bafia et musique moderne avec un subtil mélange guitare, voix et percussions.
Le Bitibak est un mot de la  langue Bafia, qui désigne, un mélange d’écorces, de feuilles et de plantes de toutes sortes qui, porté à ébullition, est pris par inhalation pour soigner le paludisme et la fièvre. Il compose ainsi ses chansons comme un remède aux maux de ce monde.
Il chante en Bafia, sa langue maternelle, mais aussi en français.

### La scène avec différents albums et spectacles

#### Bitibak 1 et 2
Il sort son 1er album "Bitibak 1" en 2006  épaulé par Ray Lema et il est désigné Artiste découverte SACEM 2006. Il sort "Bitibak 2" en 2010 toujours en collaboration avec Ray Lema.
Dès la sortie de son 1er album, il parcourt les festivals de musique du monde en France à l’étranger et joue sur différentes scènes dont Africajarc, L’Olympia, le festival Les Suds à Arles, des Nuits atypiques à Langon, des Musiques de Traverses à Lille, des Primeurs de Massy, des Nuits Métisses à Auxerre, des Musiques Métisses à Angoulême, des Nuits de Champagne à Troyes, des journées de la Francophonie à Paris et Saint-Domingue, de La Bouche d'air à Nantes, du Chaînon Manquant à Cahors, ou encore des Instants du Monde à Rezé.
Il a ainsi partagé les plateaux avec Manu Dibango, Alpha Blondy, Tiken Jah Fakoly, Souad Massi, Ismaël Lo, Salif Keïta, Boubacar Traoré « Kar Kar », Lokua Kanza, Nilda Fernandez, Thomas Dutronc …

#### Classic Bitibak et Bitibak 3
En 2012, il compose et monte un spectacle, « Classic Bitibak », consacré à un mélange de sonorités africaines et classiques, en formation 4tet (voix/guitare, violoncelle, harpe, batterie) aboutissant à son 3ème album Bitibak 3, sorti en 2014, et en partie arrangé par Pascal Vandelbulcke.
En 2012, il effectue aussi une tournée en Chine avec 8 spectacles dans les villes de Jinan, Qingdao, Beijing, Chongqing, Chengdu, Shanghai, Canton, et Macao.

#### Spectacles jeune public
En 2013, à partir de contes Bafia qu’il a collectés, il confie à Henri Mariel directeur artistique du Théâtre de l’entracte à Nantes, la mise en œuvre d’un conte musical en direction du jeune public (pour les 6 - 12 ans) « Ribal et l’ombre des ancêtres ».
En 2017, Simon crée un autre spectacle toujours destiné au jeune public « Cocoroo, le jour se lève » (pour les 3/6 ans).

### Réalisations
À partir de 2018, Simon se lance dans l’écriture et la réalisation de fictions avec « Danse avec moi »   qui évoque le thème des stéréotypes et du racisme.
En 2021, il écrit et réalise le film « Encolure » une fiction sur le thème de la découverte de la danse Bafia, une danse traditionnelle du Cameroun.
Le partenariat avec Tisse Metisse Nantes
Simon valorise la culture Bafia, notamment la danse Bafia, danse codifiée du Mbam. En 2022, il monte en partenariat avec l'association Tisse Metisse de Nantes, une création autour de 9 danseurs de Bafia et 9 danseurs de Nantes. Elle à pour titre Alkemia360. Grâce à sa rencontre avec Sylvain Bacle Directeur du festival Tisse Metisse à Nantes. cette création sera jouée à l'institut Français de Yaoundé et au festival Tisse Metisse à Nantes. Une vidéo du spectacle est disponible au fonds documentaire Tisse Metisse de Nantes. La création valorise la danse Hip Hop et la danse du Mbam, Mme Amal Labadie chorégraphe et danseuse Nantaise à élaborée le concept de fusion de ces deux expressions artistiques pour cette création et dirigea le travail sur site..
Simon Nwambeben est régulièrement invité au festival Tisse Metisse.

## Œuvres

### Discographie

#### Collaboration discographique
- Cocoroo, le jour se lève, avec Marie Normand[16]
- Compilation francophonie 2006
- Compilation francophonie 2007, Label : Conseil francophone de la chanson[17]
- Compilation francophonie 2008, Label : Conseil francophone de la chanson [18]

### Spectacles

#### Tout public
- Folk Bitibak (2003) (voix/guitare/basse/batterie) influence principale de la musique traditionnelle Bafia
- Classic Bitibak (2011) : métissage de musique traditionnelle Bafia et musique classique
- Vocal Bitibak (2015) : compositions vocales à plusieurs voix
- Strings Bitibak (2017) : sonorité de jazz et de swing
- Marmite Bitibak (2016) : spectacle de cuisine et musique

#### Jeune public
- Ribal et l’ombre des ancêtres (2013) (6/12 ans)
- Cocoroo, le jour se lève (2017) (3/6 ans)

### Filmographie
Court métrage en tant que scénariste et réalisateur :
- Danse avec moi (2018) [19] : Avec dans les rôles principaux : Delphine Coutant et Désiré Onobiom Belem ; production Bitosso-France & Jolis Mômes [20]
- Encolure (2021), production Bitosso-France.
- Toi, moi, lui et nous (2021), production Bitosso France.